# Екологічне знання
 Екологі́чне знання́  — це результат пізнавальної діяльності людини (або просто життєдіяльності індивіда) як реакція суб'єкта пізнання на довкілля. Екологічне знання може розглядатися також як форма здатності цілеспрямованої взаємодії людини з навколишнім середовищем і в сукупності цих двох аспектів — як деяка модель поведінки у навколишньому світі.
Екологічне знання утворюється складною системою різних структурованих сукупностей фактів, закономірностей, теоретичних побудов, відображень, що сприяють цілісному уявленню про довкілля та місце людини в природі.
Ненаукова компонента екологічного знання відзначається низьким рівнем концептуально-теоретичної організації, проте у великій мірі визначається рівнем соціальної організації та особливостями суб'єкта екологічної практики, а також править за певний ґрунт для виникнення та існування високо теоретизованих форм екологічного знання. Ненауковими компонентами екологічного знання є:
- Неявне екологічне знання корінням іде у практичний досвід, міфологічні уявлення та традицію; це знання може розглядатись як необхідна підстава логічних форм екологічного знання.

- Передумовне екологічне знання втілює вихідну, «самоочевидну» картину навколишньої реальності, позначає природу за допомогою деяких «метафізичних» (по суті соціокультурних) образів; це знання задає певний тон сприйняття, тлумачення довкілля та свого місця в ньому.

- Особистісне екологічне знання можна розглядати як результат інтелектуальної самовіддачі в процесі опанування світом природи; в основі його генези знаходиться активне начало, яке спирається на середовище, довкілля, природу.

- Емоційне екологічне знання — це надбання індивідуальної психічної реальності, в межах якої розуміння та переживання не мають пізнавальних обмежень та взаємодоповнюють одне одного; для процесу пізнання, в межах якого напрацьовується емоційне екологічне знання, є характерним залучення ірраціонально-романтичних настанов у епістемологічних пошуках.

Сучасний структурний поділ екологічної науки має багатоярусну конструкцію, кожний рівень якої спирається на низку традиційних дисциплін та здійснюється за такими основними критеріями:
За типами організмів (таксономічний поділ) — в основі такого поділу лежить принцип специфічності таксономічних відгалужень органічного світу (екологія тварин та екологія рослин);
За типами середовища (за біомами) — ця диференціація екологічного знання будується на структурних характеристиках, враховуючи цілісність природних комплексів географічних ландшафтів (екологія моря, суходолу, прісних вод, лиманів, пустель і т. д.);
За типами взаємодії як між самими організмами, так і між організмами та факторами середовища (аутекологія та синекологія);
За рівнями організації живого — диференціація екологічного знання проводиться згідно з концепцією структурних рівнів організації живого (факторіальна екологія, екологія популяцій, екологія угрупувань, біогеоценологія та екологія людини);
За видами впливу антропогенних факторів на природне середовище — цей принцип структуризації екологічного знання сприяє розвитку окремих галузей екологічного дослідження, які обумовлені низкою негативних наслідків науково-технічного прогресу, і має визначальний вплив на сучасну екологічну ситуацію (ресурсознавство, ґрунтознавство, екологія міста, інженерна екологія, агроекологія, агрохімічна екологія, промислова екологія — прикладні та технологічні аспекти екології).
Окремо виділяють групу загальних екологій, які відображають тенденції об'єднання в єдину концепцію всього розмаїття фундаментального відношення «Людина — Природа», та синтезу всіх поодиноких екологічних аспектів (глобальна екологія або мегаекологія, екологія людини, економічна екологія або еконологія, екологія суспільства, соціальна екологія або соціоекологія).
На найвищому рівні узагальнення екологічне знання слід розглядати як сукупність різних родів знання: повсякденно-практичного екологічного знання (досвіду) та наукового екологічного знання.